# Protoceratops
Protoceratops – rodzaj niewielkiego ceratopsa z rodziny Protoceratopsidae. Występował pod koniec kredy na terenach Azji. Nazwa rodzajowa tego dinozaura składa się z greckich słów proto – pierwszy, cerat – róg i ops – twarz, a więc oznacza „pierwsze rogate oblicze”, natomiast nazwa gatunkowa gatunku typowego, andrewsi, honoruje Roya Chapmana Andrewsa – amerykańskiego paleontologa.

## Budowa
Protoceratops był prymitywnym, czworonożnym ceratopsem. Osiągał około 1,8 m długości i 0,8 m wysokości oraz masę do 180 kg. Był roślinożerny, miał mocne szczęki zakończone twardym dziobem i zęby, służące do żucia twardego pokarmu roślinnego. Protoceratops miał dość duże oczodoły, mające 50 mm średnicy. Różnice w budowie kości czaszki protoceratopsów o podobnych rozmiarach mogą świadczyć o dymorfizmie płciowym. Protoceratops nie miał długich, dobrze widocznych rogów typowych dla bardziej zaawansowanych ceratopsów, natomiast miał już dobrze wykształconą kostną kryzę. Duże ilości szkieletów tych dinozaurów są często znajdowane w jednym miejscu, co sugeruje, że protoceratops prowadził stadny tryb życia. Były one na tyle pospolite, że bywają nazywane "owcami okresu kredowego".
Protoceratops miał czteropalczaste stopy i był palcochodny.
Analizy cech anatomicznych protoceratopsa i ruchliwości kręgosłupa świadczą, że prowadził półwodny tryb życia.
Badania Ericksona i współpracowników (2017) nad skamieniałymi zarodkami P. andrewsi sugerują, że okres inkubacji jaj u tego dinozaura wynosił co najmniej 83 dni.

## Historia odkryć

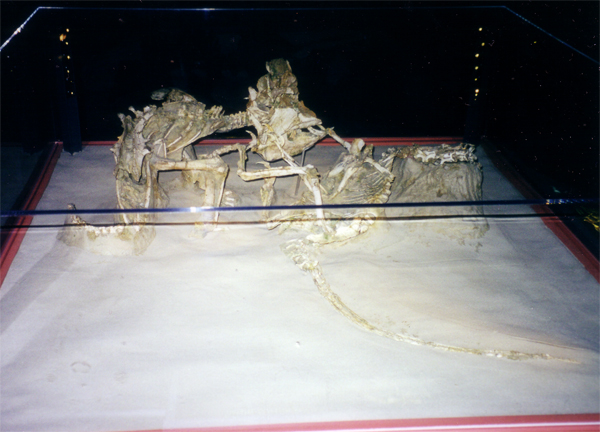
Słynne "walczące dinozaury"

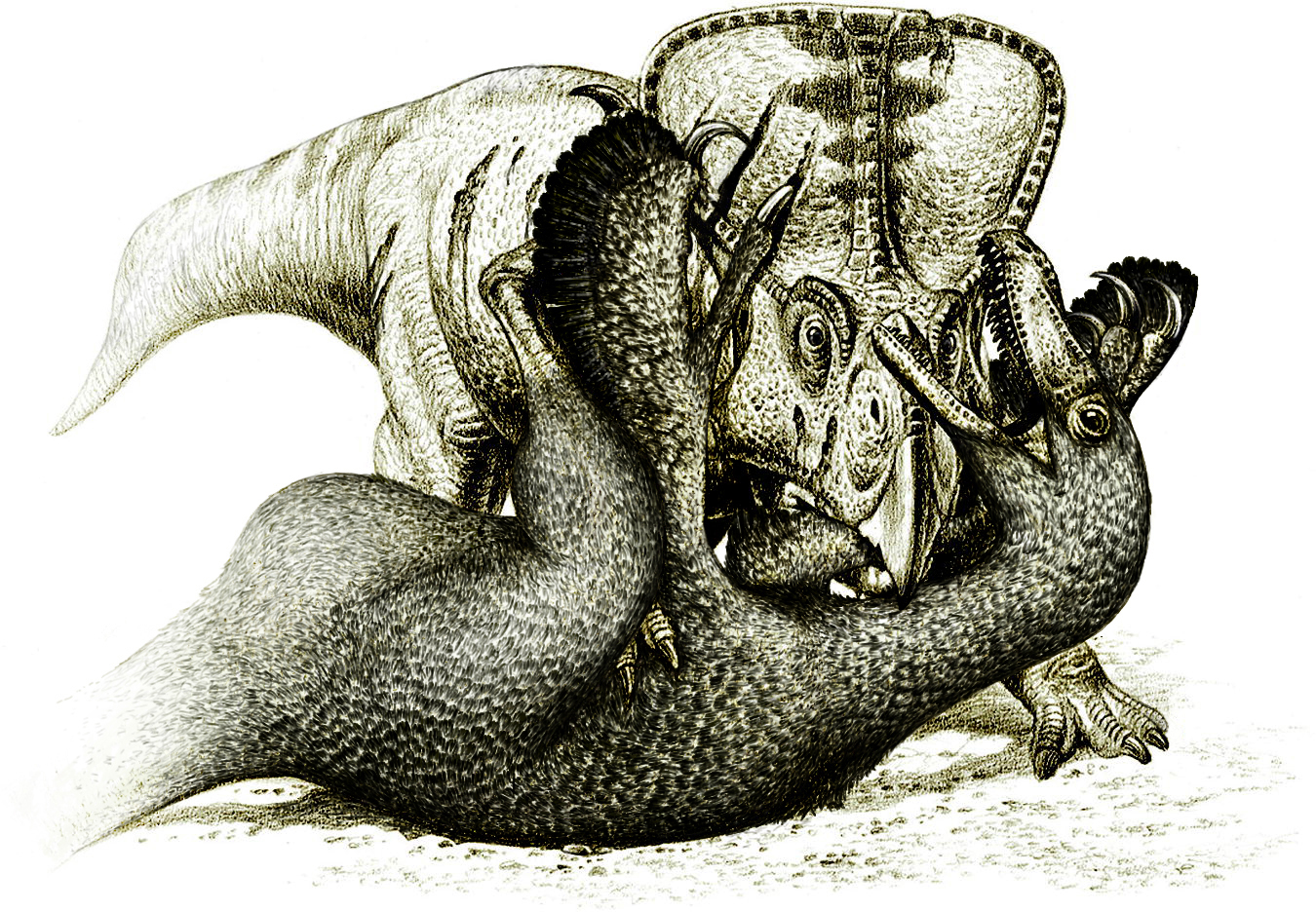
Rekonstrukcja sceny

Pierwsze szczątki protoceratopsa zostały znalezione przez fotografa J.B. Shackelforda podczas ekspedycji na pustynię Gobi, mającą na celu znalezienie szczątków praludzkich. Wprawdzie podczas tej wyprawy nie znaleziono żadnych szczątków ludzkich, ale za to odkryto liczne szczątki protoceratopsów oraz teropodów – owiraptorów i welociraptorów. Odkrycie protoceratopsa rzuciło światło na pochodzenie późniejszych, znacznie większych gatunków ceratopsów.
W 1922 Roy Chapman Andrews odkrył na pustyni Gobi pierwsze znane jaja dinozaura. Każde jajo miało średnio 20,32 cm. Ze względu na to, że jaja znaleziono w pobliżu szkieletów dorosłych protoceratopsów, uznano je za należące do tego rodzaju. Obok znaleziono też zgniecioną czaszkę, należącą do niewielkiego nieznanego wcześniej nauce teropoda. Uznano, że to szczątki rabusia jaj, który został zabity przez matkę pilnującą gniazda. Został on nazwany owiraptorem (Oviraptor philoceratops, czyli złodziej jaj lubiący ceratopsy). Badania embrionów w jajach przeprowadzone w 1993 dowiodły, że jaja te nie należały do protoceratopsa, tylko do owiraptora.
W 1971 na pustyni Gobi znaleziono splecione szczątki welociraptora i protoceratopsa, które padły w trakcie walki. Oba zwierzęta odniosły ciężkie rany i zginęły w czasie burzy piaskowej lub zostały pokryte osypującą się wydmą. W popularnonaukowym programie pt. Dinozaury zabójcy (The Truth About Killer Dinosaurs) produkcji BBC zasymulowano starcie welociraptora z protoceratopsem. Ustalono, że szpon drapieżnika nie był w stanie wypruć wnętrzności protoceratopsa, a tylko przekłuć skórę.
W 1975 roku polskie paleontolożki Teresa Maryańska i Halszka Osmólska opisały nowy gatunek protoceratopsa – P. kozlowskii. Jednak został on opisany na podstawie niekompletnych szczątków, należących do młodego osobnika i obecnie jest uważany za synonim Bagaceratops rozhdestvenskyi. W 2001 w formacji Bayan Mandahu znaleziono szczątki nowego gatunku protoceratopsa, P. hellenikorhinus.

## Klasyfikacja
Od nazwy Protoceratops pochodzi także nazwa rodziny, do której on należy – Protoceratopsidae. Należą do niej ceratopsy bardziej zaawansowane od psitakozaurów, ale mniej zaawansowane od przedstawicieli rodziny Ceratopsidae. Członkowie tej rodziny ogólnie wyglądem przypominają Ceratopsidae, ale nie mają dobrze widocznych rogów, a ich kończyny mają inne proporcje. Według definicji filogenetycznej przedstawionej w 1998 roku przez Paula Sereno do Protoceratopsidae należą zwierzęta bliżej spokrewnione z protoceratopsem niż z triceratopsem. Tradycyjnie oprócz protoceratopsa zalicza się do niej rodzaje Bagaceratops, Breviceratops, Graciliceratops, Lamaceratops, Magnirostris, Platyceratops i Serendipaceratops, jednak nie wszyscy uczeni są zgodni co do przynależności tych rodzajów do Protoceratopsidae.

## Paleoekologia
Protoceratops żył na rozległych pustynnych terenach Mongolii w późnej kredzie, ok. 80 mln lat temu. Te same tereny zamieszkiwały także dinozaury takie jak welociraptor, owiraptor, citipati czy szuwuja. Ponieważ był najliczniejszym roślinożercą na tych terenach, często padał ofiarą różnych drapieżników. W cieniu dinozaurów żyły niewielkie ssaki jak Buginbaatar. Na pustyni Gobi żyły także krokodylomorfy, takie jak Gobiosuchus czy Shamosuchus.

## Protoceratops w kulturze
W 2000 Polska Poczta wydała znaczek przedstawiający protoceratopsa, o nominale 80 groszy.
Scytowie, którzy wydobywali złoto w Tienszan i Ałmaju mogli natrafić na szczątki protoceratopsów. Takie wydarzenia mogły dać początek legendom o gryfach. Jest to prawdopodobne, gdyż wizerunek protoceratopsa zaskakująco pasuje do wizerunku mitycznego gryfa.

## Galeria

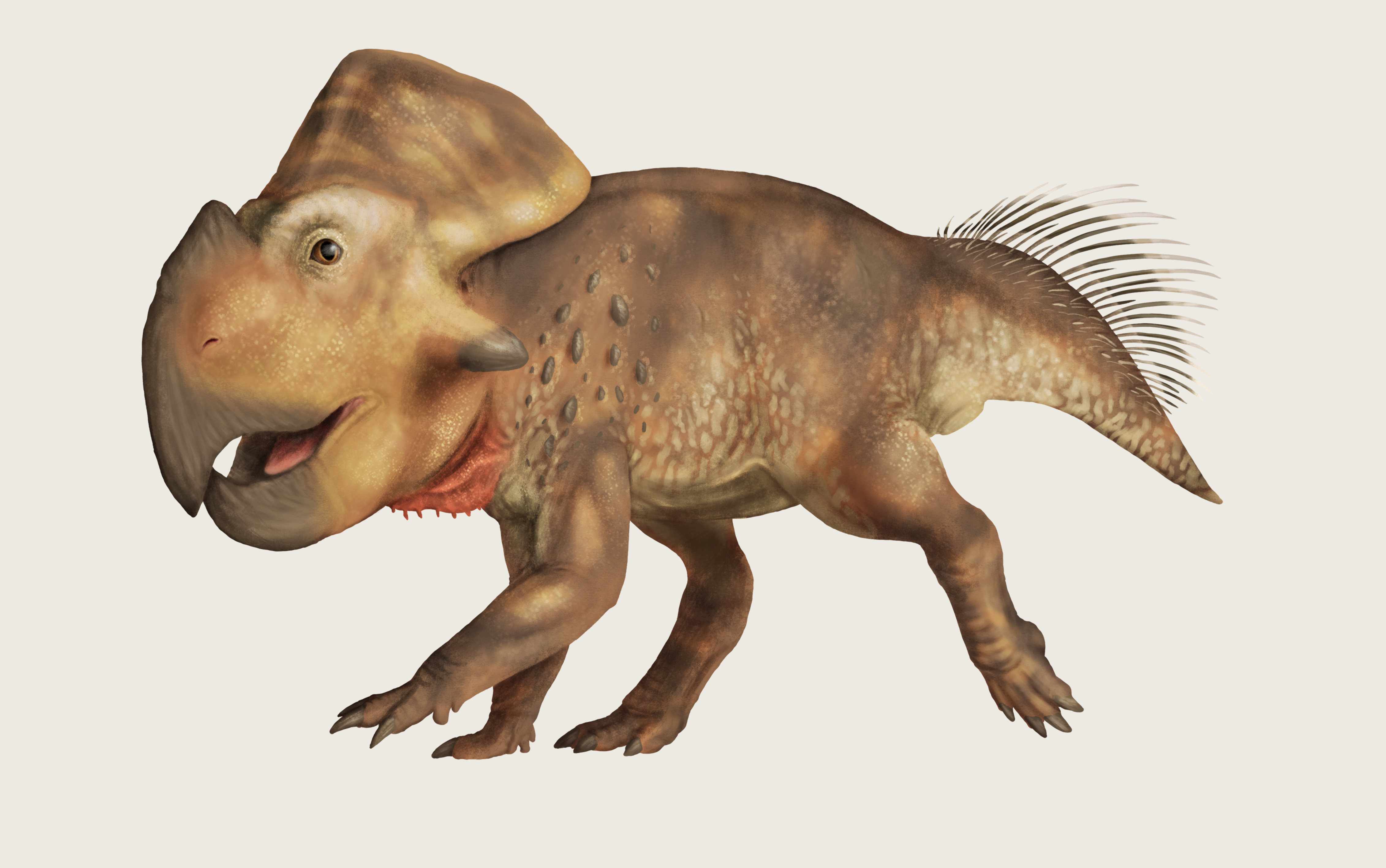
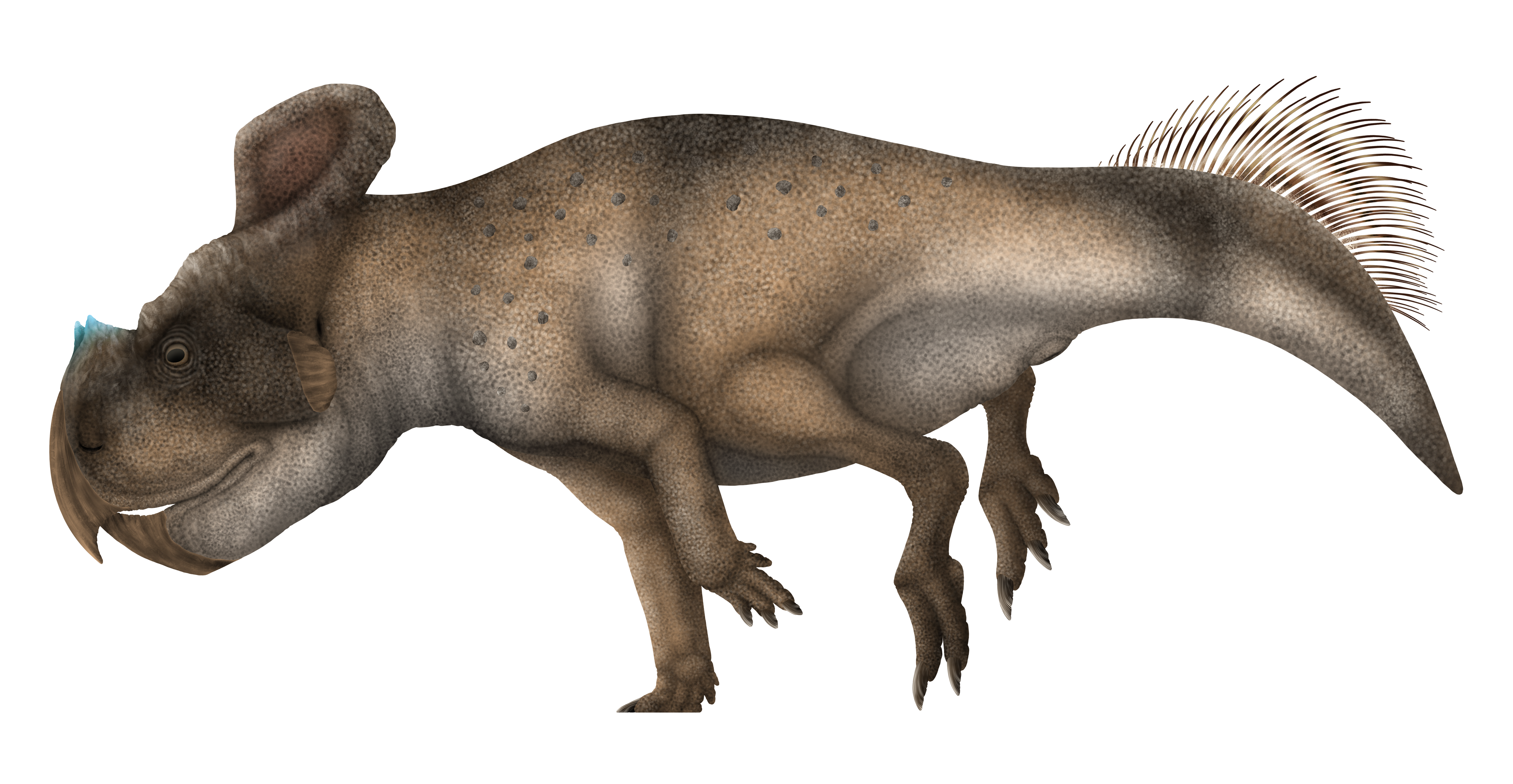
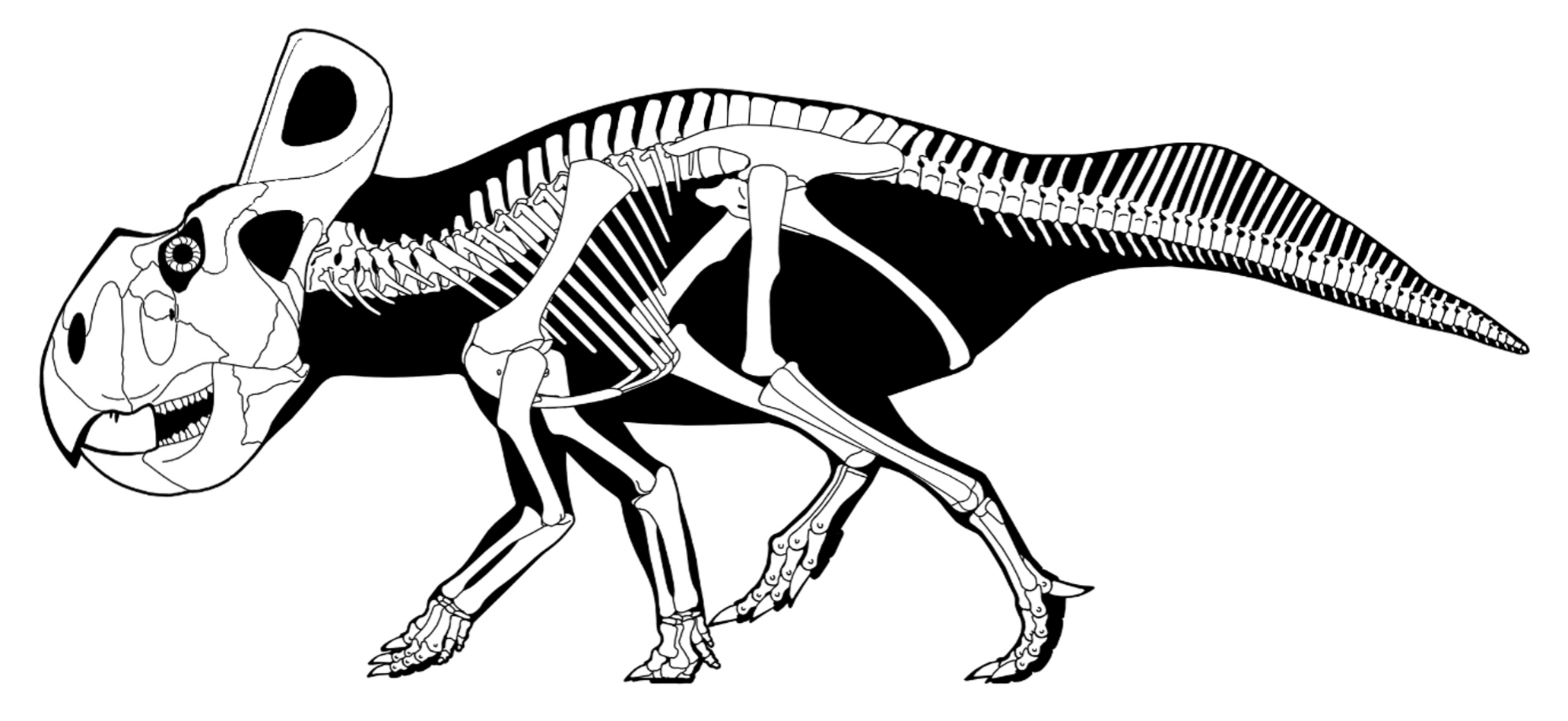
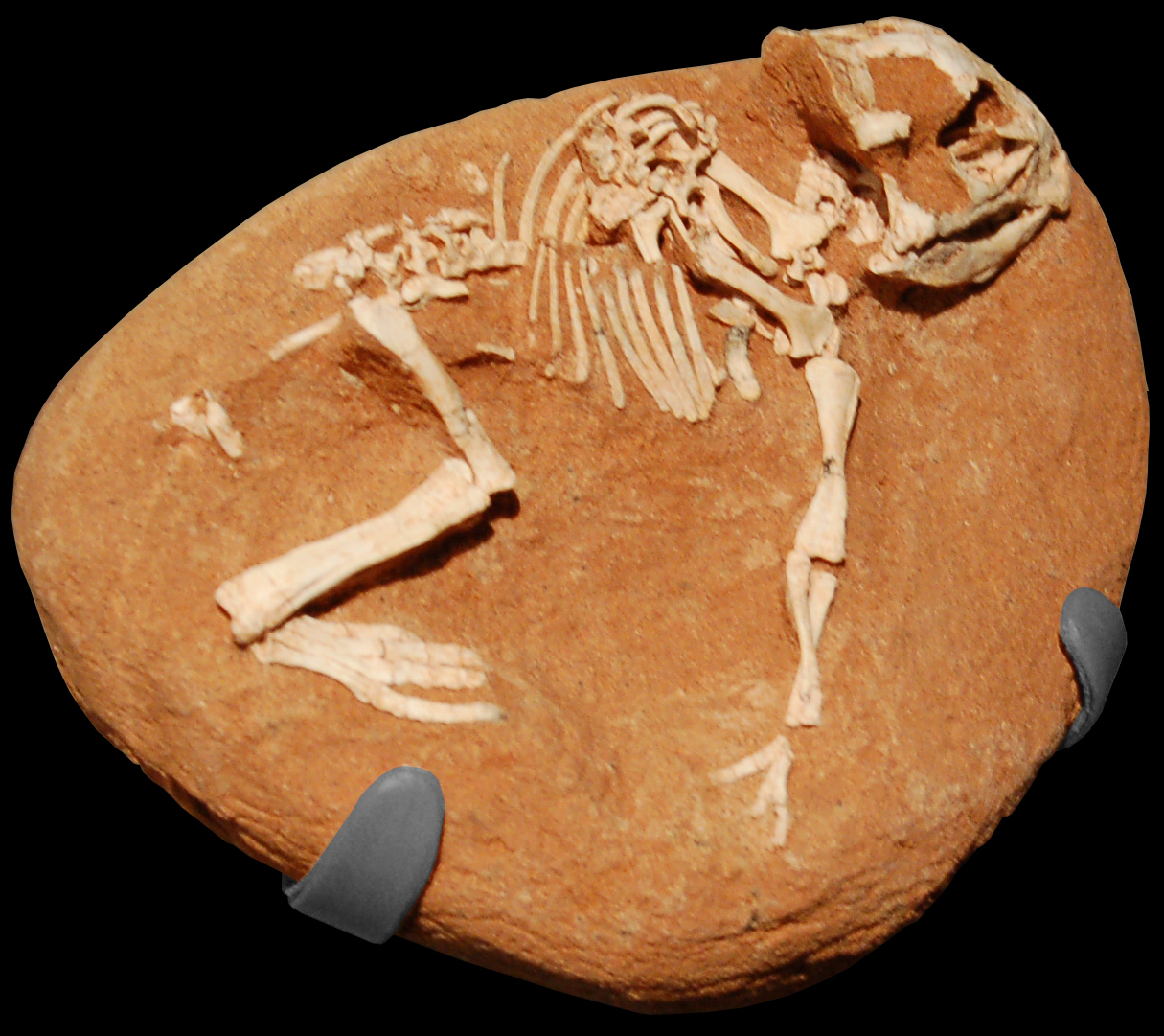
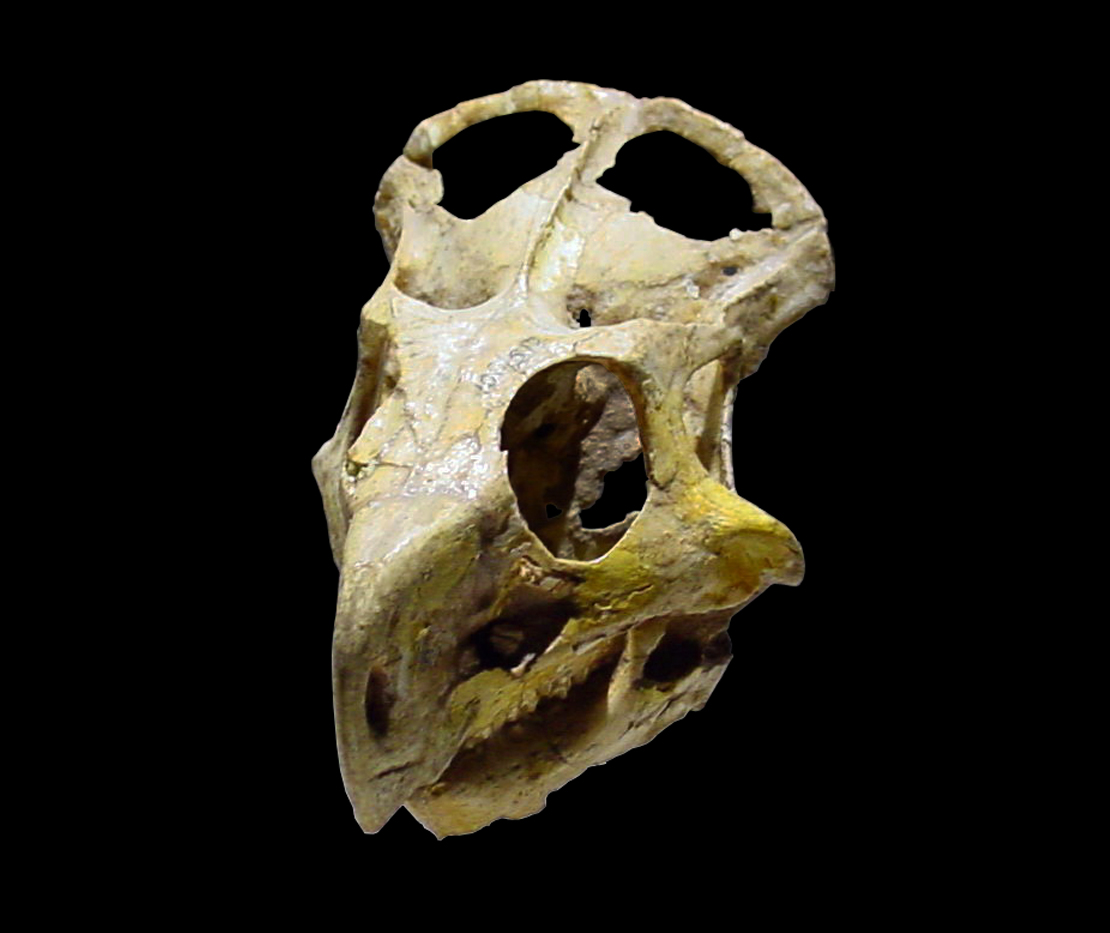
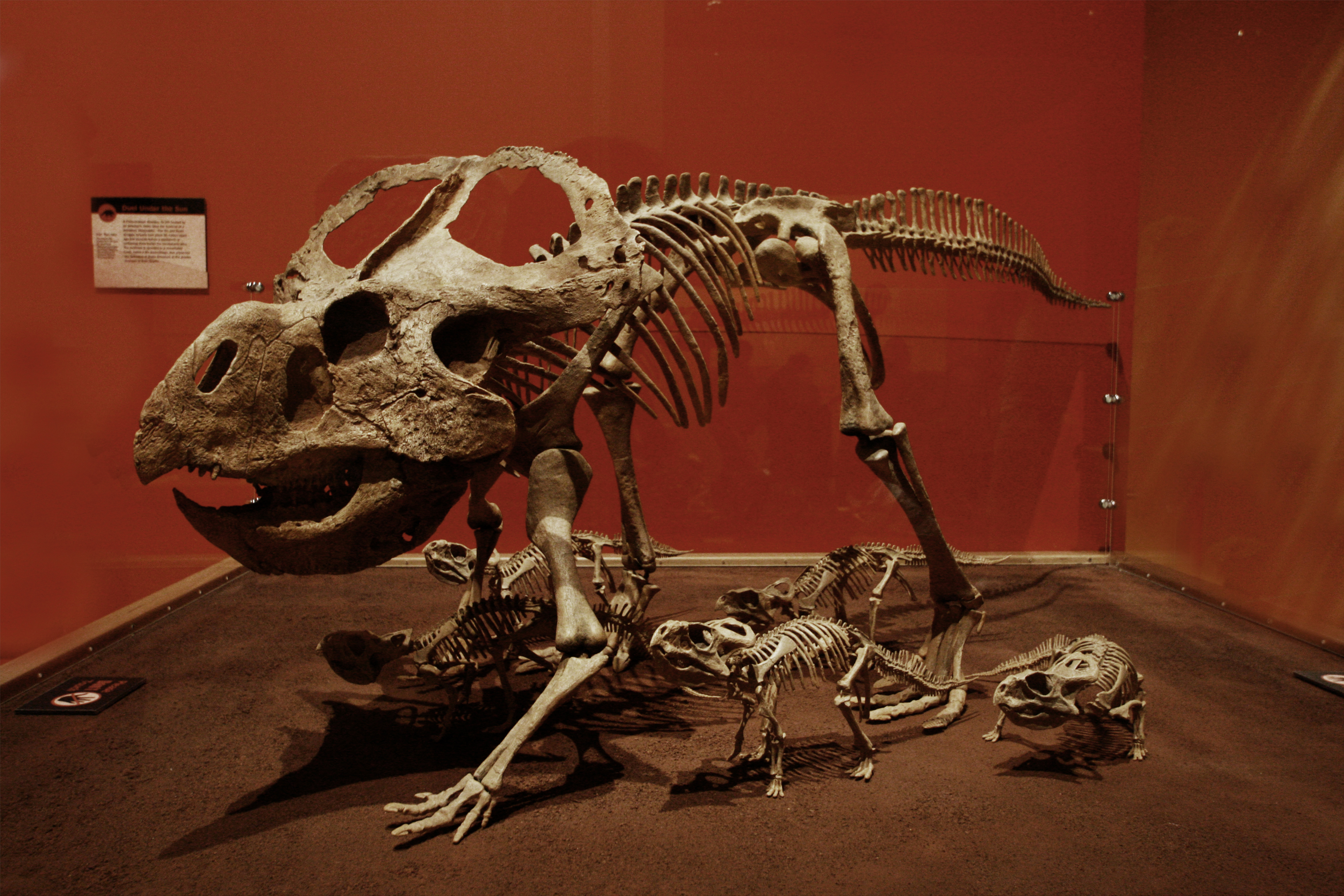
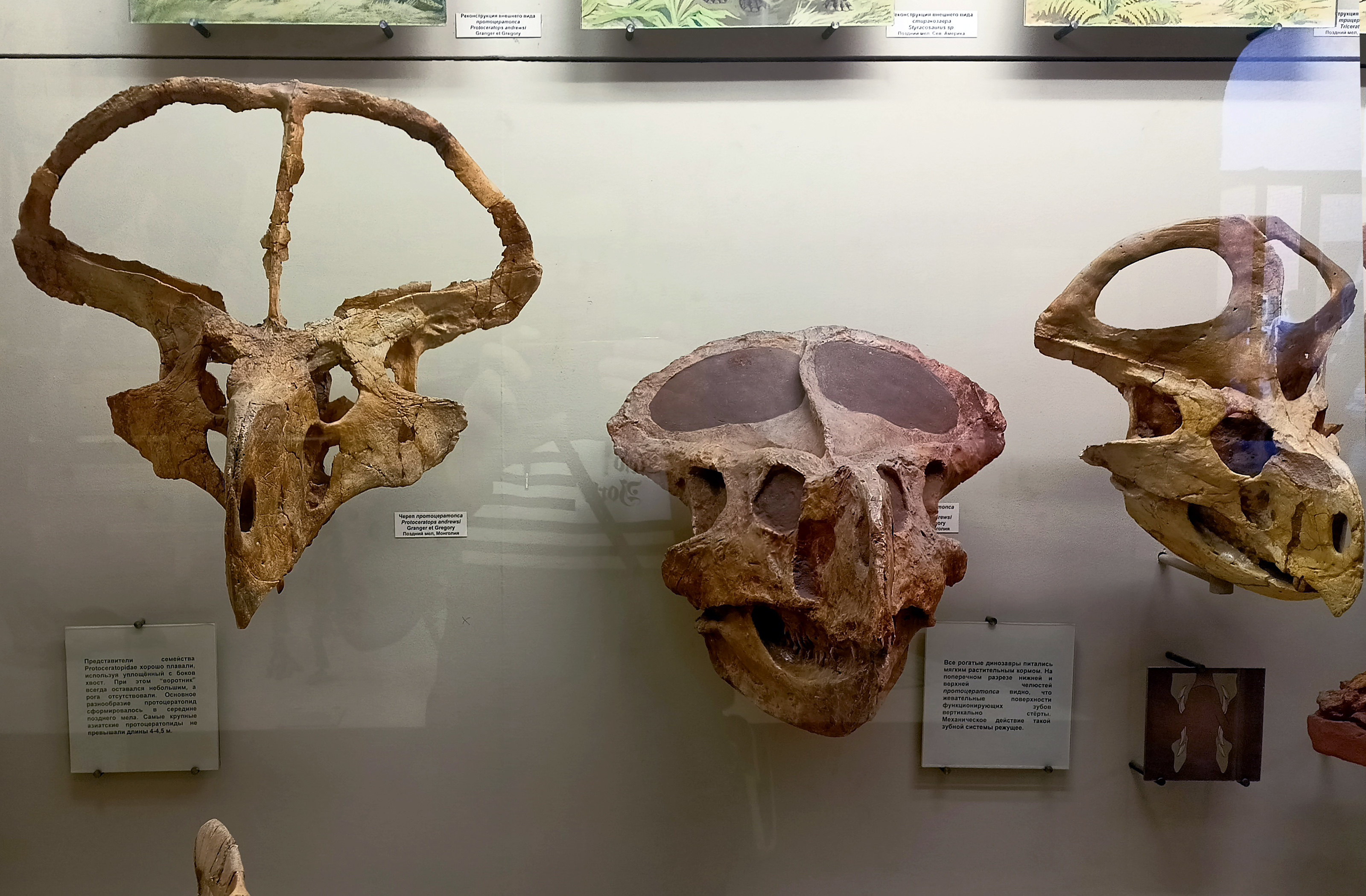